# فرانك رن
فرانك رن (بالإنجليزية: Frank Wren) هو لاعب كرة قاعدة أمريكي، ولد في 17 مارس 1958 في سانت بيترسبرغ في الولايات المتحدة.

## وصلات خارجية
- فرانك رن على موقعبيزبول رفرنس.كوم (الدوري الثانوي) (الإنجليزية)